# Langerhans-sejt

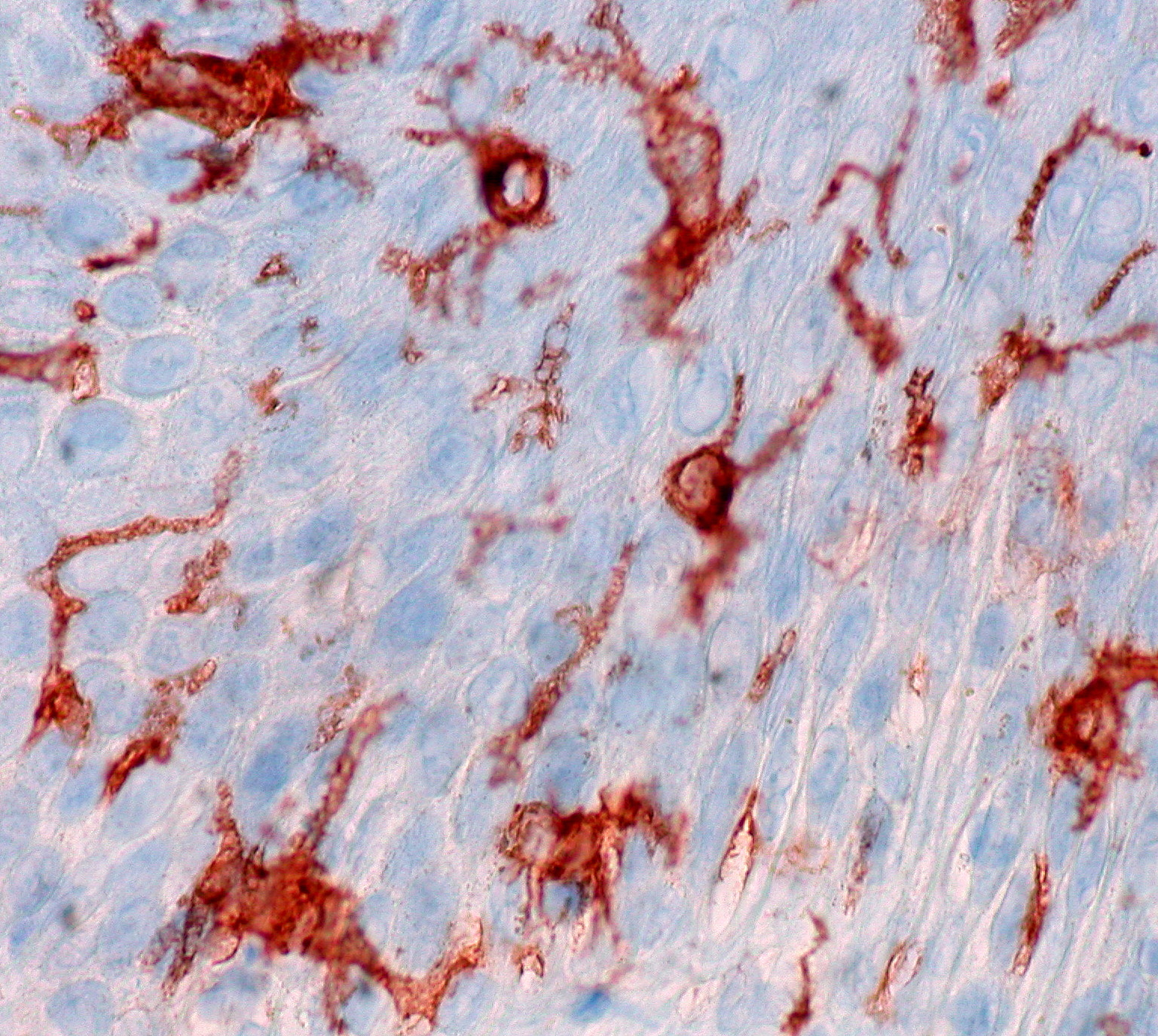

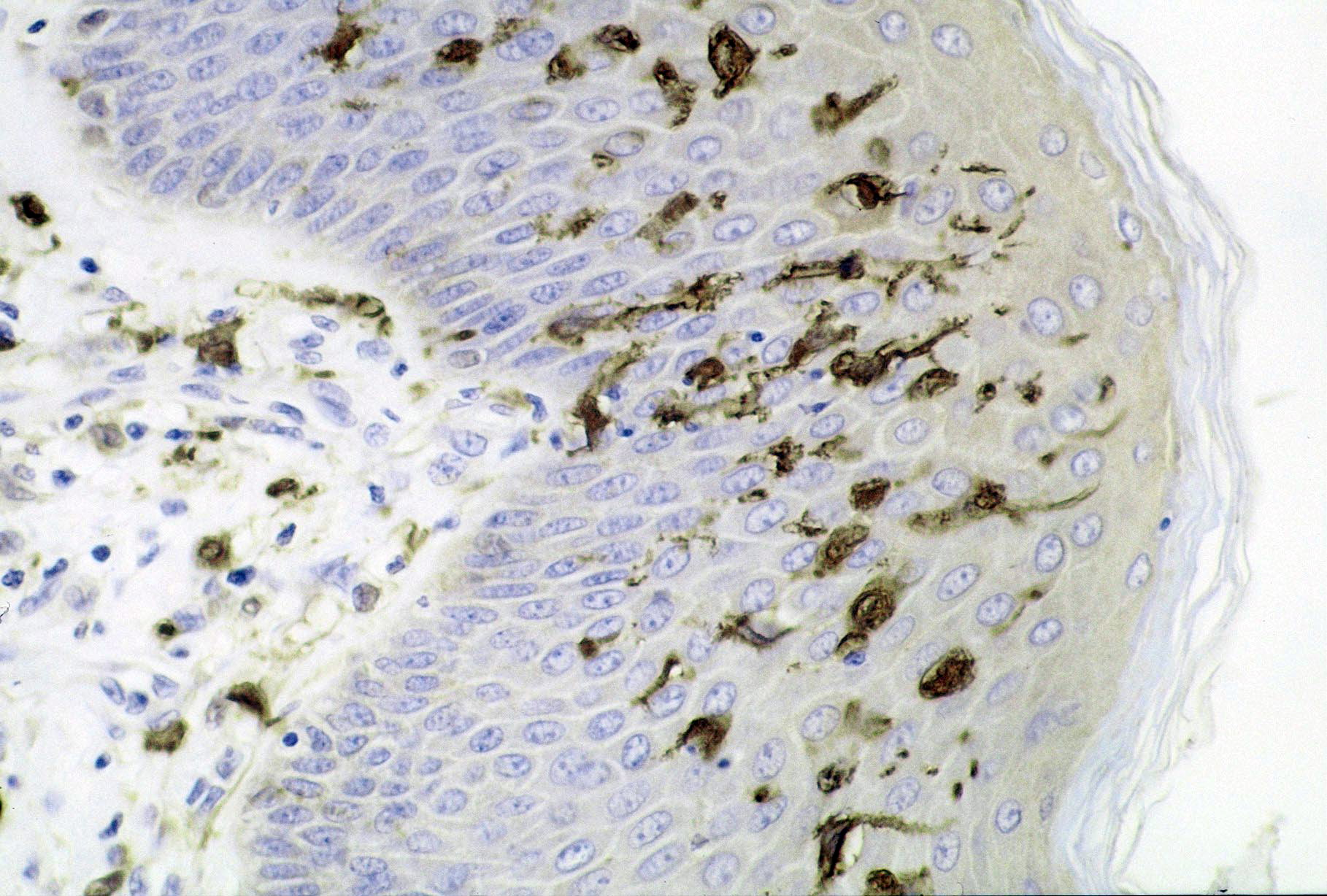
Langerhans-sejtek a bőr epidermiszében

A Langerhans-sejtek a bőrben található specializált dendritikus sejtek (az immunrendszerhez tartozó antigénprezentáló sejtek). Az epidermisz valamennyi rétegében előfordulnak, de legnagyobb mennyiségben a stratum spinosum-ban találhatók meg. Ezenkívül előfordulnak a dermisz papilláris rétegében, különösen a vérerek körül, valamint a száj nyálkahártyájában, a fityma és a hüvely epitéliumában. Szabályozatlan szaporodásuk egy ritka tumoros megbetegedést, a Langerhans-sejtes hisztiocitózist okozhat.
Nevüket Paul Langerhans 19. századi német fiziológusról kapták, aki 21 évesen fedezte fel, és dendritikus kinövéseik miatt tévesen az idegrendszerhez sorolta őket.

## Feladata
A Langerhans-sejtek a bőr és nyálkahártya szöveteiben felismerik a kórokozó mikroorganizmusokat, bekebelezik őket és feldolgozott antigénjeiket prezentálják a felületükön. A folyamat közben a sejtek érett dendritikus sejtté válnak, amelyek a másodlagos nyirokszervekbe vándorolnak és képesek lesznek aktiválni a naiv T-limfocitákat, amellyel felkészítik az immunrendszert az adott kórokozó elleni küzdelemre.
A Langerhans-sejtek olyan csontvelőbeli elődsejtekből származnak, amelyek a eredetileg a terhesség első trimeszterében alakulnak ki a szikzacskó primitív makrofágjaiból, amelyek később az embrió bőrszövetébe kerülnek és normál esetben egész életen át megmaradnak és osztódásukkal Langerhans-sejteket produkálnak. Szükség esetén, pl. fertőzés okozta súlyos bőrgyulladás során a vérből monociták érkeznek a helyszínre és ők is Langerhans-sejtekké differenciálódhatnak; vagyis ilyen esetben a sejtpopuláció kettős eredetű.
A Langerhans-sejtekre jellemző a langerin molekula (transzmembrán c-típusú lektin protein) termelése és az ún. Birbeck-granulumok jelenléte a citoplazmában

## Klinikai jelentősége

### Langerhans-sejtes hisztiocitózis
A ritka Langerhans-sejtes hisztiocitózis esetén nagy mennyiségű ilyen jellegű sejt jelenléte figyelhető meg a csontban vagy egyéb szövetekben. Immunhisztokémiai módszerekkel azonban kimutatták, hogy sok szempontból különböznek az eredeti Langerhans-sejtektől, például a monocitákra jellemző CD14 marker található rajtuk és eredetük is inkább a vérképző szervek felé mutat. A betegség a bőr, csont és egyéb szervek szöveteit károsítja.

### HIV
A nemi szervek nyálkahártyájában található Langerhans-sejtek a HIV-fertőzés első célpontjai között lehetnek. a későbbiekben pedig vírusrezervoárok, vagy a fertőzés nyirokrendszeren belüli elterjesztésének eszközei lehetnek. A felszínükön található langerin viszont a jelek szerint gátolja a vírusfertőzést.
Elképzelhető a száj nyálkahártyájának érintettsége is, de itt kisebb a Langerhans-sejtek száma a nemi szervek epitéliumához képest és így szerepük feltehetőleg nem számottevő.

### HPV
A méhnyakrákos eseteknek több mint a felét a humán papillómavírus-16 (HPV16) okozza. A vírus életciklusa során az epitélium bazális sejtjeit fertőzi meg és kapcsolatba kerül a környező Langerhans-sejtekkel. Sejttenyészetes kísérletekben a HPV nem aktiválta a Langerhans-sejteket; lehetséges hogy a vírus ezáltal kerüli ki a szervezet immunválaszát. Kimutatták, hogy a Langerhans-sejtekbe bekerülő vírus képes blokkolni annak szignáljait és megakadályozza az érett sejtté való átalakulását. Ez a mechanizmus, ami lehetővé teszi az immunrendszer előli elrejtőzést (kivéve ha gyulladás is fellép), a jelek szerint a legtöbb HPV-törzsnél megtalálható. Azt is kimutatták, hogy az inativált Langerhans-sejtekkel kapcsolatba kerülő T-sejtek nem defektesek, a későbbiekben megfelelő stimulusra maguk is aktiválhatóak.
A HPV-okozta méhnyakléziókban található Langerhans-sejtek lekerekítettek, hiányoznak a dendritjeik és szupresszív hatású interleukin-10-et választanak ki.

## Fordítás
- Ez a szócikk részben vagy egészben  a   Langerhans cell című angol Wikipédia-szócikk ezen változatának fordításán alapul.  Az eredeti cikk szerkesztőit annak laptörténete sorolja fel. Ez a jelzés csupán a megfogalmazás eredetét és a szerzői jogokat jelzi, nem szolgál a cikkben szereplő információk forrásmegjelöléseként.